# Euphorbia crebrifolia
Euphorbia crebrifolia es una especie fanerógama perteneciente a la familia Euphorbiaceae. 

## Distribución y Hábitat
Es una planta herbácea escasamente ramificada, que alcanza un tamaño de hasta 1 m de altura, leñosa en las partes más antiguas. Con hojas poco espaciadas, de hasta  1 cm de largo, linear-lanceoladas, de aguja con márgenes revolutos. Flores uni-sexuales, en grupos en un inflorescencia en forma de sub-umbela, ambos terminales y axilares en los extremos de las ramas, verde y amarillo. Cápsula de 3 x 3 mm, profundamente 3-lobulado, exerta en un pedicelo de hasta 4.5 mm de largo.

## Distribución y hábitat
Se encuentra en los pastizales de montaña y matorrales en laderas rocosas a una altitud de  1200 - 2300 metros en las montañas fronterizas de Mozambique y Zimbabue.

## Taxonomía
Euphorbia crebrifolia fue descrita por Susan Carter Holmes y publicado en Kew Bulletin 45: 334. 1990.
Etimología
Euphorbia: nombre genérico que deriva del médico griego del rey Juba II de Mauritania (52 a 50 a. C. - 23), Euphorbus, en su honor – o en alusión a su gran vientre –  ya que usaba médicamente Euphorbia resinifera. En 1753 Carlos Linneo asignó el nombre a todo el género.
crebrifolia: epíteto